# Скотт Лірі
Скотт Лірі (англ. Scott Leary, 29 грудня 1881 — 1 липня 1958) — американський плавець.
Призер Олімпійських Ігор 1904 року.